# Noreña
Noreña é um concelho (município) da Espanha na província e Principado das Astúrias. Tem 5,29 km² de área e em 2019 tinha 5 179 habitantes (densidade: 979 hab./km²).
A forma exonímica de seu nome em português é a origem do sobrenome lusófono Noronha.
Noreña é também o nome da parroquia (freguesia) e da capital, local onde vive mais de 90% da população. É um enclave dentro do município de Siero.
É o município com a renda per capita mais alta das Astúrias e um dos mais densamente povoados.

## Freguesias
Noreña divide-se em três parroquias:
- Ceyes
- Noreña
- Santamarina

Por elas repartem-se nove localidades. Exceptuando a capital (Noreña), nenhum dos outros oito núcleos supera os 30 habitantes.

## Demografia
| Variação demográfica do município entre 1970 e 2006 | Variação demográfica do município entre 1970 e 2006 | Variação demográfica do município entre 1970 e 2006 | Variação demográfica do município entre 1970 e 2006 |
| --------------------------------------------------- | --------------------------------------------------- | --------------------------------------------------- | --------------------------------------------------- |
| 1970                                                | 1981                                                | 2001                                                | 2006                                                |
| 3673                                                | 4155                                                | 4349                                                | 5013                                                |